# Експлуатаційний об'єкт
Експлуатаці́йний об'є́кт (рос. эксплуатационный объект; англ. exploitation play (target), production facility, нім. Förderobjekt n, Exploitationsobjekt n) – 
- 1) Елементарний об’єкт розробки або сукупність елементарних об’єктів, які розробляються при забезпеченні контролю і регулювання процесу їх експлуатації.

- 2) У нафто- та газовидобуванні – елементарний об’єкт розробки або сукупність елементарних об’єктів, які розробляються одною сіткою свердловин. Син. – об'єкт розробки.

## Проєкти експлуатаційних об'єктів (приклади)
Проєкт розробки газового (газоконденсатного) експлуатаційного об’єкта – проєктний документ, що складений за даними розвідки і дослідно-промислової експлуатації об’єкта і який обґрунтовує раціональну систему його промислової розробки, вимоги до його реалізації, основні показники розробки, програму дослідницьких робіт у процесі розбурювання і експлуатації родовища, принципове положення з облаштування промислу.
Проєкт розробки нафтового експлуатаційного об’єкта – проєктний документ, який складається звичайно в кінці першої стадії розробки експлуатаційного об’єкта (або декількох об’єктів), уточнює і поглиблює технологічні рішення і показники розробки, що обґрунтовані в технологічній схемі з урахуванням одержаних додаткових геологічних даних і оцінки ефективності реалізованої системи розробки. 

## Системи розроблення експлуатаційних об’єктів (покладів)
Системи розроблення покладів класифікують залежно від розміщення свердловин і виду енергії, яка використовується для переміщення нафти.
Розміщення свердловин. Під розміщенням свердловинрозуміють сітку розміщення і відстані між свердловинами (густота сітки), темп і порядок уве-дення свердловин в експлуатацію. Системи розроблення поділяють на: системи з розміщенням свердловин по рівномірній сітці; системи з розміщенням свердловин по нерівномірній сітці (переважно рядами).
Системи розроблення з розміщенням свердловин по рівномірній сітцірозрізняють за: формою сітки; густотою сітки; темпом уведення свердловин у роботу; порядком уведення свердловин у роботу відносно одна одної і відносно структурних елементів покладу. Сітки за формою бувають квадратними і трикутними (шестикутними). При трикутній сітці на площі розміщується свердловин більше на 15,5%, ніж при квадратній за однакових відстаней між свердловинами.
Під густотою сіткисвердловин розуміють відношення площі нафтоносності до кількості видобувних свердловин. Але це поняття не однозначне. Часто вкладають різний зміст у поняття густоти сітки свердловин: беруть лише площу розбуреної частини покладу; кількість свердловин обмежують за різними величинами сумарного видобутку нафти з них; включають або не уключають нагнітальні свердловини в розрахунок; у процесі розроблення родовища кількість свердловин значно змінюється, площа нафтоносності за напірних режимів зменшується, це по-різному враховують тощо. Інколи розрізняють малий, середній і великий ступені ущільнення свердловин.
Установлено, що в реальних неоднорідних пластах густота сітки свердловин чинить істотний вплив на нафтовилучення. Цей вплив тим більший, чим більш неоднорідні й переривчасті продуктивні пласти, гірші літологофізичні властивості колекторів, вища в’язкість нафти в пластових умовах, більше нафти спочатку знаходиться у водонафтових і підгазових зонах. Ущільнення сітки свердловин у неодноріднолінзоподібних пластах істотно збільшує нафтовилучення (охоплення розробленням), особливо при вдалому розміщенні свердловин відносно різних лінз та екранів. Найбільший вплив чинить густота сітки в діапазоні густоти понад (25 … 30)104 м2/св. У діапазоні з меншою густотою сітки ніж (25 … 30)104 м2/св. вплив хоч і спостерігається, проте він не такий істотний, як у випадку рідких сіток. У кожному конкретному випадкові вибір густоти сітки має визначатися з урахуванням конкретних умов.
На практиці застосовують двоетапне розбурювання початково рідких сіток свердловин і подальше вибіркове їх ущільнення з метою підвищення охоплення неоднорідних пластів заводненням, збільшення кінцевого нафтовилучення та стабілізації видобутку нафти. У перший етап бурять так званий основний фондвидобувних і нагнітальних свердловин за малої густоти сітки. За даними буріння і дослідження свердловин основного фонду, уточнюється геологічна будова неоднорідного об'єкта, у результаті чого можливі зміни густоти сітки свердловин, які розбурюють у другому етапі й називають резервними.Резервні свердловини передбачаються з метою залучення до розроблення окремих лінз, зон виклинювання та застійних зон, які не залучаються до розробки свердловинами основного фонду в межах контуру їх розміщення. Кількість резервних свердловин задають з урахуванням характеру і неоднорідності пластів (їх переривчастості), густоти сітки свердловин, співвідношення коефіцієнтів в’язкостей нафти і води тощо. Кількість резервних свердловин може сягати 30% основного фонду свердловин. Їх місцерозташування слід планувати в більш ранні терміни розроблення. Для заміни фактично ліквідованих свердловин через старіння (фізичний знос) або за технічних причин (у результаті аварій під час експлуатації видобувних і нагнітальних свердловин) потрібно обґрунтовувати також кількість свердловин-дублерів, яка може становити 10 … 20% фонду.
За темпом уведення свердловин у роботу можна виділити одночас-ну(суцільна) та уповільнену системи розроблення покладів.У першому випадкові темп уведення свердловин у роботу швидкий – усі свердловини вводять у роботу майже одночасно протягом перших одного-трьох років розроблення об'єкта. При великому терміні уведення систему називають уповільненою, яку за порядком уведення свердловин у роботу поділяютьна систему, яка згущується, і повзучу.Систему, яка згущується, доцільно застосовувати на об'єктах зі складною геологічною будовою. Вона відповідає принципу двохетапного розбурювання. 
Повзучу систему, орієнтовану відносно структури пласта, поділяють на системи: а) вниз за падінням; б) уверх за падінням; в) за простяганням. У практиці розроблення великих родовищ повзуча система комплексно поєднується з системою, яка згущується.
Системи розроблення з розміщенням свердловин по рівномірній сітці вважають доцільними за режимів роботи пласта з нерухомими контурами (режим розчиненого газу, гравітаційний режим), тобто за рівномірного розподілу по площі пластової енергії. В основному за трикутною сіткою розбурено більшість експлуатаційних об'єктів Передкарпаття та ін.
Системи розроблення з розміщенням свердловин по нерівномірній сітці аналогічно розрізняють: за густотою сітки; за темпом уведення свердловин у роботу (введення рядів свердловин – працюють один ряд, два, три ряди); за порядком уведення свердловин у роботу. Додатково їх поділяють: за формою рядів – з незамкнутими рядами і з замкнутими (кільцевими) рядами; за взаємним розташуванням рядів та свердловин – з однаковими відстанями відповідно між рядами й між свердловинами в рядах і з ущільненням центральної частини площі.
Такі системи широко використовували за режимів роботи пласта з рухо-мими контурами (водо-, газонапірний, напірно-гравітаційний і мішаний режими). При цьому свердловини розміщували рядами, паралельними початковому контуру нафтоносності. Густота сітки свердловин сягяє від 20.104 м2/св., якщо відстані між рядами 500 м та між свердловинами у рядах 400 м, до 64.104 м2/св. У сучасному проєктуванні початкове розміщення свердловин майже завжди рівномірне.
Вид використовуваної енергії.Залежно від виду енергії, використовуваної для переміщення нафти, розрізняють: системи розроблення нафтових покладів на природних режимах,коли використовується лише природна пластова енергія (тобто системи розробки без підтримування пластового тиску); системи розроблення з підтримуванням пластового тиску,коли застосовують метод регулювання балансу пластової енергії шляхом штучного її поповнення. За методами регулювання балансу пластової енергії виділяють: системи розроблення зі штучним заводненням пластів; системи розроблення із запомповуванням газу в пласт.